# Sourgoubila (département)
Cet article concerne le département et la commune rurale. Pour le village chef-lieu, voir Sourgoubila.
Sourgoubila est un département et une commune rurale de la province du Kourwéogo, situé dans la région du Plateau-Central au Burkina Faso.

## Géographie

### Démographie
- En 2003, le département comptait 39 226 habitants estimés[2].
- En 2006, le département comptait 39 044 habitants recensés[3].
- En 2019, le département comptait 48 640 habitants recensés[1].

## Administration

### Chef-lieu et préfecture
Le village de Sourgoubila est le chef-lieu du département, administrativement dirigé par un préfet nommé par le gouvernement pour représenter localement l’État burkinabé. Sous l’autorité du haut-commissaire de la province et du gouverneur de la région, il organise les services déconcentrés de l’État, il prend en charge la gestion des espaces ruraux non urbanisés qui ne sont pas encore de compétence communale, ainsi que la concertation avec les autres collectivités voisine de la province ou la région, notamment pour les infrastructures et la protection de l'environnement et de la sécurité publique.
| Période | Période  | Identité | Fonction précédente | Observation |
| ------- | -------- | -------- | ------------------- | ----------- |
|         | En cours |          |                     |             |

### Mairie
| Période                                  | Période | Identité | Étiquette | Qualité |
| ---------------------------------------- | ------- | -------- | --------- | ------- |
|                                          |         |          |           |         |
| Les données manquantes sont à compléter. |         |          |           |         |

### Villages
Le département et la commune rurale de Sourgoubila est administrativement composé de dix-huit villages, dont le village chef-lieu homonyme (données de population consolidées en 2012, issues du recensement général de 2006) :
- Bagayiri (598 habitants)
- Bantogdo (6 596 habitants)
- Barouli (1 232 habitants)
- Bouanga (1 910 habitants)
- Damsi (686 habitants)
- Diguila (846 habitants)
- Gonsin (2 798 habitants)
- Guèla (2 809 habitants)
- Koala (305 habitants)
- Koukin (733 habitants)
- Lao (1 210 habitants)
- Manefyam (812 habitants)
- Nakamtenga (658 habitants)
- Sandogo (6 612 habitants)
- Sanon (2 456 habitants)
- Sourgoubila (4 944 habitants), chef-lieu
- Taonsogo (1 479 habitants)
- Zoundri (2 360 habitants)

## Santé et éducation
Le département dispose de cinq centres de santé et de promotion sociale (CSPS) à Bantogdo, Gonsin, Sandogo, Sanon et Sourgoubila. Un centre de formation sanitaire (FS) est en projet d'ouverture à Sandogo de Boussé. Le centre médical avec antenne chirurgicale (CMA) le plus proche est situé à Boussé. La région ne disposait pas encore en 2010 d'un centre hospitalier régional (CHR), alors en projet à Ziniaré, et le plus proche est le centre hospitalier universitaire (CHU) et pédiatrique Charles-de-Gaulle à Ouagadougou.